# Josep Costa Font
Josep Costa Font   (Badalona, 20 de gener de 1906 - Hospital Germans Trias i Pujol, 17 de novembre de 1990) va ser un obrer tèxtil i sindicalista cenetista català.

## Biografia
Va néixer el 20 de gener de 1906 a Badalona en una família de tradició republicana, fill de Jaume Costa Llansó, fuster i republicà radical que havia estat regidor de l'Ajuntament de Badalona, i d'Assumpció Font Mayol. Inicialment va treballar en una granja a Barcelona, però aviat torna a Badalona com a aprenent de teixidor. Als anys vint ja era membre de la Cooperativa La Moral de Badalona, el 1924 es va afiliar a la Confederació Nacional del Treball (CNT) i el 1926 va participar activament en la reestructuració del Sindicat Fabril de Badalona, adscrit a la CNT. Quan va esclatar la Guerra Civil i la revolució a Catalunya, era secretari del Sindicat Tèxtil, raó per la qual després del decret de col·lectivitzacions de 24 d'octubre de 1936 de col·lectivitzacions, va formar part del comitè de coordinació de les col·lectivitzacions del tèxtil i, de fet, juntament amb el president del sindicat, Ramon Martínez, va ser l'eix de la col·lectivització del sector a la ciutat. Va abandonar el càrrec per unir-se a la columna Durruti de l'Exèrcit Popular, però en perdre la guerra, va passar a França i va ser internat al camp de concentració de Sant Cebrià.
El 1941 va afegir-se al grup de maquis de Ramon Martínez, i el 1951 va tornar a Badalona. A partir d'aquest moment va començar una etapa ambigua de militància sindical al Sindicat Fabril de Badalona, sempre de manera clandestina, però sembla que amb connexions amb el Sindicat Vertical, que li va valer l'expulsió de la CNT el 1965. Va passar a participar en altres moviments antifranquistes com els moviments de jubilats, veïnals o altres entitats o institucions com el Centre Lleidatà o el Museu de Badalona, tots en aquesta ciutat. Amb la mort de Francisco Franco, va ser actiu en la reconstrucció del sindicat i el 1977 va fundar el Sindicat de Professions Liberals de la CNT. Va col·laborar en publicacions llibertàries com la revista Polèmica.
Va morir el 17 de novembre de 1990 a l'Hospital Germans Trias i Pujol, a la seva ciutat natal, i va ser enterrat al cementiri del Sant Crist.

## Llegat
El 1974 havia estat entrevistat per Ronald Fraser, l'enregistrament i la transcripció de l'entrevista es conserven a l'Arxiu Històric de la Ciutat de Barcelona. D'altra banda, el seu fons personal es conserva a l'Arxiu Històric de la Ciutat de Badalona. Amb Ramon Martínez va escriure un llibre de memòries titulat Memorias de un colectivista libertario badalonés (1936-1939), que es va publicar de manera pòstuma el 2008, i va restar inèdita l'obra Por qué fuimos militantes de la CNT.